# تفر
تفر (روسی: Tver) شرکت صنایع سنگین روس است، که در سال ۱۸۹۸ تأسیس شد.